# Siona
Siona is een geslacht van vlinders van de familie spanners (Geometridae), uit de onderfamilie Ennominae.

## Soorten
- S. galactica Prout, 1929
- S. lineata

Vals witje (Scopoli, 1763)